# Antiquitates Mathematicae
Antiquitates Mathematicae (Roczniki Polskiego Towarzystwa Matematycznego Seria VI) – rocznik wydawany przez Polskie Towarzystwo Matematyczne. ISSN 1898-5203.

## Tematyka i komitet redakcyjny
Czasopismo publikuje teksty odczytów przedstawianych na konferencjach naukowych PTM z historii matematyki oraz inne prace z historii matematyki. Pewna preferencja jest dana pracom i archiwaliom dotyczącym historii matematyki polskiej.
Założycielami czasopisma byli ówczesny prezes PTM, Stefan Jackowski, oraz pierwszy redaktor naczelny czasopisma (od chwili powstania do 2011 roku) Witold Więsław.
W latach 2018–2023 redaktorem naczelnym czasopisma był Stanisław Domoradzki. Od 2024 roku funkcję tę pełni Małgorzata Terepeta, a Stanisław Domoradzki pozostaje w redakcji jako zastępca redaktora naczelnego.
Redaktorami działów są: Stanisław Domoradzki (historia matematyki w Polsce), Krzysztof Szajowski (historia zastosowań matematyki), Izabela Jóźwik (biografie), Małgorzata Terepeta i Marek Skarupski (historia i filozofia). Komitet redakcyjny tworzą: Aleksandra Bartłomiejczyk, Martina Bečvářová, Sergey S. Demidov, Roman Duda, Olena Hryniv, Lech Maligranda, Jerzy Mioduszewski, Roman Murawski, Margaret Stawiska-Friedland, Jean-Marie Strelcyn, Roman Sznajder, Władysław Wilczyński, Michael Zarichnyi. 

## Historia
Czasopismo zostało powołane do życia na Walnym Zgromadzeniu Polskiego Towarzystwa Matematycznego we wrześniu 2006 pod nazwą Roczniki historyczne jako kontynuacja 19 tomów materiałów konferencyjnych wydanych okazjonalnie przez różne instytucje. Powołano zespół organizacyjny czasopisma w składzie: Roman Duda, Lech Maligranda, Jerzy Mioduszewski, Andrzej Pelczar, Andrzej Schinzel, Krzysztof Tatarkiewicz, Witold Więsław, Krystyna Wuczyńska.
Nowe czasopismo nazwano Antiquitates Mathematicae. Pierwszy jego tom ukazał się w 2007. Na kadencje 2012-2014 oraz 2015-2027 Polskie Towarzystwo Matematyczne nie powołało redaktora naczelnego i wydawanie pisma na pewien czas zawieszono . W roku 2014 powołany został nowy zespół redakcyjny i wznowiono wydawanie czasopisma, a p.o. redaktora naczelnego został Krzysztof Szajowski, zaś w 2015 zastąpił go Stanisław Domoradzki.